# 基爾夏達赫峰
47°04′04″N 11°20′33″E / 47.067861°N 11.342444°E

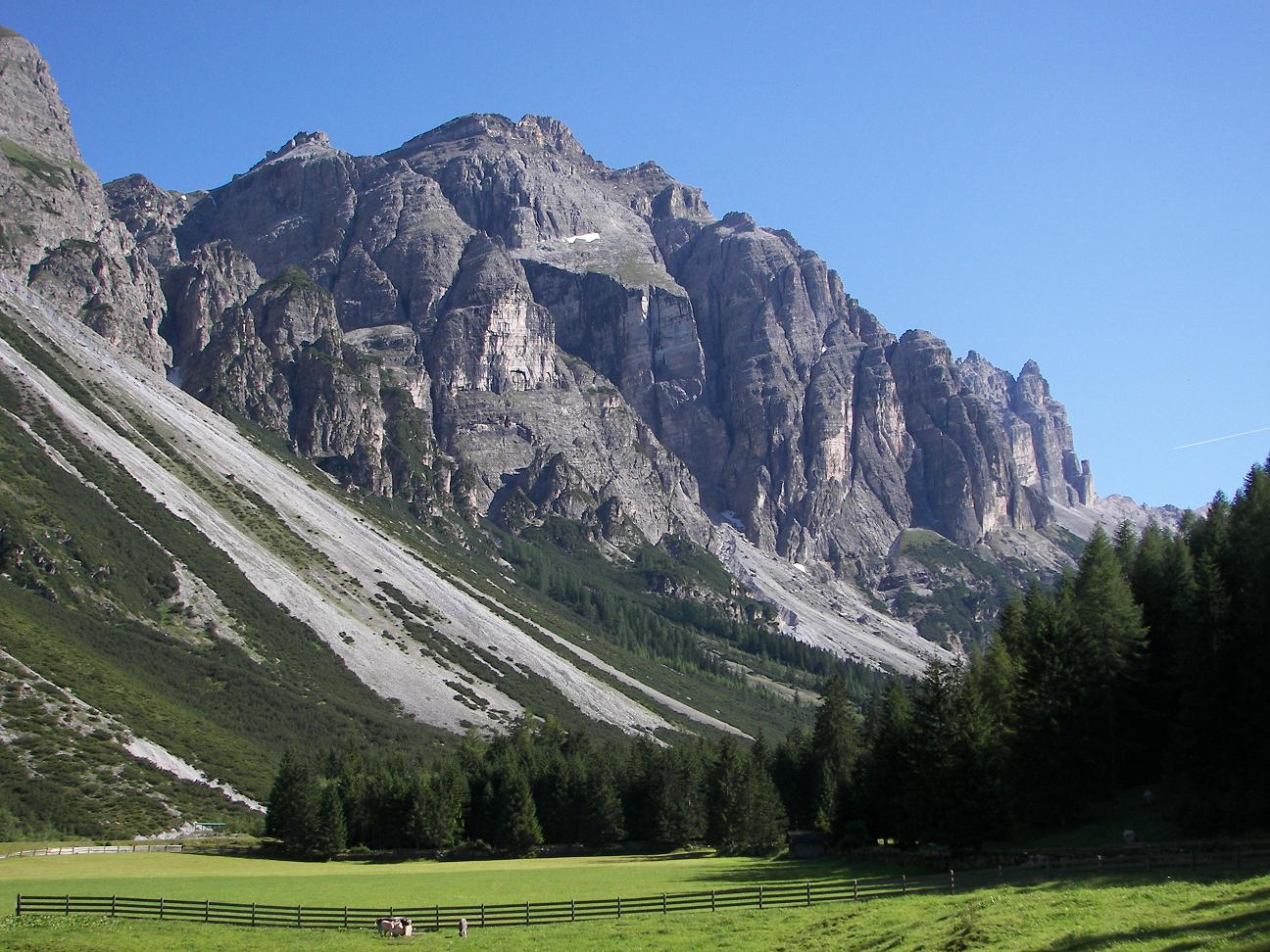

基爾夏達赫峰（義大利語：Kirchdach），是意大利的山峰，位於該國西部，由蒂羅爾州負責管轄，屬於斯圖拜阿爾卑斯山脈的一部分，海拔高度2,840米，每年平均降雨量1,666毫米。